# Wellington Rocha
Wellington Rocha (* 4. října 1990 São Paulo) je východotimorský fotbalista.

## Klubová kariéra
S kariérou začal v Marília v roce 2010. Mimo Brazílie působil na klubové úrovni v Thajsku, Indonésii a Japonsku. Kariéru ukončil v roce 2016.

## Reprezentační kariéra
Rocha odehrál za východotimorský národní tým v roce 2012 celkem 4 reprezentační utkání.

## Statistiky
| Východní Timor | Východní Timor | Východní Timor |
| Roky           | Záp.           | Góly           |
| -------------- | -------------- | -------------- |
| 2012           | 4              | 0              |
| Celkem         | 4              | 0              |